# And Now Tomorrow (film 1952)
And Now Tomorrow è un film del 1952 diretto da William Watson.
È un film drammatico statunitense con Don DeFore, Louise Arthur e House Peters Jr..

## Produzione
Il film, diretto da William Watson su una sceneggiatura di Terril Diener Allen, fu prodotto dalla Westminster Productions per la National Board of Missions of the Presbyterian Church e girato presso i KTTV Studios dall'8 novembre al 20 novembre 1951.

## Distribuzione
Il film fu distribuito negli Stati Uniti nel maggio del 1952 (première a New York il 23 maggio 1952 al Carnegie Hall) al cinema dalla Westminster Productions e in circa 200 chiese presbiteriane in tutta la nazione nello stesso mese.